# Détrier
Détrier is een gemeente in het Franse departement Savoie (regio Auvergne-Rhône-Alpes) en telt 286 inwoners (1999). De plaats maakt deel uit van het arrondissement Chambéry.

## Geografie
De oppervlakte van Détrier bedraagt 2,2 km², de bevolkingsdichtheid is 130,0 inwoners per km².
De onderstaande kaart toont de ligging van Détrier met de belangrijkste infrastructuur en aangrenzende gemeenten.

## Demografie
Onderstaande figuur toont het verloop van het inwonertal (bron: INSEE-tellingen).